# Play It Again, Brian
Play It Again, Brian («Сыграй ещё раз, Брайан») — десятая серия шестого сезона мультсериала «Гриффины», поставленная режиссёром Джоном Холмквистом по сценарию Дэнни Смита.
Премьерный показ состоялся 2 марта 2008 года на канале FOX.

## Сюжет
В семейной жизни Лоис и Питера начинаются проблемы, так как последний хочет проводить больше времени со своими друзьями, чем с женой. Тем временем Брайан объявляет всем, что получил награду за написанный им очерк, и что он приглашён на её вручение на остров Мартас-Винъярд, куда и зовёт с собой супругов, чтобы те там отдохнули и помирились. Следить за детьми они оставляют Герберта. Питер с Лоис и Брайан вскоре прибывают на место, поселяясь в роскошном отеле. Питер ударяется в пьянство, и поэтому опаздывает на вручение награды, на котором Брайан читает отрывок из своего произведения, посвящённый Лоис, который трогает её до глубины души.
На следующий день Лоис отправляется на прогулку с Брайаном, к тому же у Питера вновь какие-то свои планы. Вечер Лоис также проводит с псом, взглянув на мужа, который увлечён просмотром сериала. Брайан теряет самообладание, пытается поцеловать Лоис, говорит о своих чувствах к ней, и та, хоть и чувствует к нему что-то, прогоняет его.
Брайан сам недоволен своей несдержанностью и просит совета у Стьюи. Тем временем Лоис по-прежнему колеблется между чувствами к Питеру и Брайану. На следующий день Лоис рассказывает мужу о случившемся, и тот вызывает пса на разговор в гостиничный бар. Брайан заявляет Питеру, что тот не достоин Лоис, в ответ Питер указывает собаке на то, что у того ни с одной женщиной не получается длительных и серьёзных отношений. Разговор перетекает в драку, но они всё-таки решают выяснить отношения другим образом. Брайан обещает больше не приставать к Лоис, и дружба с Питером восстановлена. Также пёс извиняется перед Лоис, и та прощает его, признавая, что иногда тоже испытывала к нему какие-то «не-дружеские» чувства. Итак, Лоис остаётся с Питером, и троица возвращается домой, забыв о случившемся.

## Показ
Премьеру эпизода посмотрели 7,1 млн зрителей.

## Отзывы
Регулярный критик «Гриффинов» TV Squad в лице Бреда Тречака заявил, что "этот эпизод хорош тем, что раскрывает ранее неразвивавшиеся под-сюжеты вселенной Гриффинов, и это доказывает, что «Гриффины» вскоре смогут обойти «Симпсонов» (The episode itself reopened and furthered some of the slowly-developing subplots of the Family Guy universe and proves that it is willing to go places that The Simpsons considers beneath them).